# 강택수
강택수(姜澤秀,  1907년 6월 19일 ~ 미상)는 대한민국의 국회의원이다.

## 학력
- 고창중학교졸업
- 일본동양대학졸업

## 경력

### 국회의원이외의 경력
- 군산중ㆍ전주여고ㆍ전북중학교장
- 중앙교육위원
- 전북도교육회장
- 전주사범학교장
- 세계소년단마닐라대회참여

### 국회의원 경력
- 대한민국의 제5대 참의원 : 민주당(전라북도 제1부)